# Terra-nova (cão)
Terra-nova[Nota] (em inglês:  Newfoundland) é uma raça de cães originária da Ilha Newfoundland (Ilha "Terra Nova"), no Canadá, e descende de cães indígenas e do grande-cão-urso-preto, introduzido pelos viquingues depois do ano 1100. Com a chegada de pescadores europeus, uma variedade de novas raças molossoides ajudou a reformar e revigorar a raça, mas as características essenciais permaneceram. Quando a colonização da Ilha começou em 1610, o Terra Nova já estava largamente em poder de sua própria morfologia e comportamento natural. Essas características lhe permitiram resistir aos rigores do
clima extremo e às adversidades do mar quando ele puxava cargas pesadas em terra
ou servindo como cão d’água e salva-vidas.
O terra-nova pode ser considerado o cão mais paciente, tolerante e tranquilo de todos. Descrito como resignado, é um bom cão de companhia, já que gosta de participar das atividades familiares e aprecia a companhia humana. Dito excelente nadador, foi empregado pelo franceses como salva-vidas.
De adestramento considerado fácil, possui três variações de cores em sua pelagem, uma delas de landseer, em homenagem ao pintor britânico Edwin Landseer, que  no século XIX, retratou a raça em suas obras. De patas consideradas grandes, tem a cabeça larga e volumosa, o focinho curto e quadrado. Este cão pode chegar a pesar 68 kg e medir 71 cm.